# Ufficio Registro Automezzi
Das Ufficio registro automezzi ist die Kraftfahrzeug-Zulassungsbehörde und staatliche Führerscheinstelle in der Republik San Marino. Der Sitz befindet sich in  Murata. 
Die Behörde wurde am 31. Januar 1950 gegründet und untersteht dem Segreteria di Stato per le Finanze e il Bilancio. Sie ist für die Ausstellung von Fahrerlaubnissen, Betriebserlaubnissen, für die Zulassung von Kraftfahrzeugen und andere für den Straßenverkehr relevante Dokumente zuständig.  

## Aufgaben
- Registrierung der Fahrzeuge,  Eintragung von Pfandrechten und Privilegien
- Erhebung von Steuern auf den Besitz und die Verwendung von Fahrzeugen
- Ausgabe der Kraftfahrzeug-Kennzeichen, eingeschlossen  Wunschkennzeichen
- Verwaltung und Aktualisierung der Registrierung für Oldtimer-Fahrzeuge
- Ausstellung und Verwaltung von Genehmigungen für den Transport von Waren
- Übertragung von Eigentumsrechten an Kraftfahrzeugen
- Verwaltung von Genehmigungen für den Transport von Personen mit Erkennung und Zuordnung wie öffentlicher Busverkehr, Busverkehr im Schuldienst,  Mietwagen mit Fahrer und Taxi
- Durchführung der Prüfung von Fahrzeugen, die in den Verkehr gebracht werden und die technische Aktualisierung der Fahrzeuge in Bezug auf Verkehrssicherheit und der gültigen Gesetzgebung
- Überwachung der Aktivität von Fahrschulen und Erteilung von Genehmigungen für Lehrer und Ausbildern
- Ausstellung der Führerscheine und anderer Zertifikate und Erlaubnisse, wie berufliche, gesundheitliche Qualifikation für Taxi- und Berufskraftfahrer- und  Fahrlehrerlizenzen mit der Umsetzung der entsprechenden theoretischen und praktischen Eignungsprüfung, als auch die Abwicklung der Formalitäten nach dem Inkrafttreten des durch das Gesetz für den Führerschein vorgesehenen Maßnahmen wie Bußgeldverfahren
- Ausstellung des internationalen Führerscheins